# Canonización equivalente
La canonización equivalente, (del latín: equipollens canonizatio) también llamada canonización extraordinaria, es una forma de canonización que acontece cuando el Papa reconoce y ordena el culto público y universal de un Siervo de Dios, sin haber pasado por el procedimiento ordinario de la canonización formal, porque la veneración al santo ha sido realizada desde tiempos antiguos y de forma continua por la Iglesia.

## Historia
La veneración y el culto a los mártires y santos cristianos se encuentran atestiguados desde los primeros siglos de la Iglesia. No obstante, la canonización en cuanto procedimiento eclesiástico no se esbozó sino hasta el siglo XI con el objeto de buscar definir a aquellos cristianos que merecerían el culto universal de la Iglesia, evitando así confusiones entre iglesias locales y buscando que las virtudes del difunto estuvieran plenamente comprobadas. Ya durante este tiempo se apelaba a la autoridad del obispo de Roma para reivindicarle a él o a los concilios la potestad de determinar dicho culto.
Fue Urbano VIII, en el siglo XVII, quien comenzó a realizar declaraciones pontificias de canonización a través de bulas papales, siendo los primeros santos canonizados Felipe Neri, Ignacio de Loyola, Francisco Javier y en otras bulas decretaría la beatificación de otros siervos de Dios, igualmente en 1634 a través  de la bula Caelestis Hierusalem cives, estableció tales potestades de beatificación y canonización como exclusivas de la Santa Sede.
En la primera mitad del siglo XVIII, el obispo Prospero Lambertini antes de ser electo como papa bajo el nombre de Benedicto XIV, publicó su máxima obra litúrgica titulada De servorum Dei beatificatione et de beatorum canonizatione en donde exponía la doctrina de la «canonización equivalente» y describía la posibilidad de establecer el culto público a una persona cuya fama de santidad y virtudes heroicas estuvieses probadas por la tradición desde hace mucho tiempo y respecto a la cual ya existiera un culto previo en la Iglesia.
Dicha doctrina ha sido reiterada desde entonces por diversos pontífices hasta llegar a la modernidad sin que las disposiciones más recientes en materia del proceso de canonización la hayan derogado como una práctica válida, exclusiva del Papa.
Diversos santos han sido incluidos al martirologio de esta manera, entre ellos: Romualdo, Norberto de Xanten, Bruno de Colonia, Pedro Nolasco, Ramón Nonato, Juan de Mata, Félix de Valois, la reina Margarita de Escocia, el rey Esteban I de Hungría y Gregorio VII. Algunos de los casos más recientes de canonización equivalente fueron la de Hildegarda de Bingen el 10 de mayo de 2012, esto es, 833 años después de su muerte, la de Ángela de Foligno el 9 de octubre de 2013, tras 704 años de su muerte, la de Pedro Fabro el 17 de diciembre de 2013, cumplidos 467 años de haber fallecido y la de José de Anchieta el 3 de abril de 2014, a los 416 años después de su muerte.

## Requisitos
A diferencia de la canonización ordinaria, en el que es necesario todo un proceso canónico, en la canonización equivalente solo es suficiente la comprobación previa de:
- Culto público del siervo de Dios llevado a cabo histórica e ininterrumpidamente.
- La fama de santidad e intercesión milagrosa.
- Sus virtudes heroicas o, en su caso, el martirio.

Tras lo anterior solamente basta una declaración pública del Supremo Pontífice donde se ordena la extensión del culto al santo a la Iglesia Universal.

## Lista completa
Canonizaciones equivalentes anteriores al papado de Benedicto XIV:
- San Romualdo - 9 de julio de 1595
- San Norberto - 7 de septiembre de 1621
- San Bruno - 6 de octubre de 1623
- San Pedro Nolasco - 20 de octubre de 1655
- San Ramón Nonato - 10 de marzo de 1681
- San Esteban de Hungría - 28 de noviembre de 1686
- Santa Margarita de Escocia - 15 de septiembre de 1691
- San Juan de Mata y San Félix de Valois - 19 de marzo de 1694
- Papa Gregorio VII - 25 de septiembre de 1728
- San Wenceslao de Bohemia - 14 de marzo de 1729
- Santa Gertrudis de Helfta - 20 de julio de 1738.

Las canonizaciones equivalentes posteriores incluyen las de los santos:
- San Pedro Damián - 1 de octubre de 1828
- Santos Cirilo y Metodio - 30 de septiembre de 1880
- Santos Cirilo de Alejandría, Cirilo de Jerusalén, Justino Mártir y Agustín de Canterbury - 28 de julio de 1882
- Santos Juan Damasceno y Silvestre Gozzolini - 29 de agosto de 1890
- San Beda - 25 de mayo de 1899
- San Bonifacio - 4 de mayo de 1919
- San Efrén - 5 de octubre de 1920
- San Alberto Magno - 15 de diciembre de 1931
- Santos John Fisher y Tomás Moro - 19 de mayo de 1935
- Santa Margarita de Hungría - 19 de noviembre de 1943
- San Gregorio Barbarigo - 26 de mayo de 1960
- San Juan de Ávila - 31 de mayo de 1970
- San Nicolás Tavelić y sus tres compañeros mártires - 21 de junio de 1970
- San Meinhard de Livonia - 1993
- Santos Marcos Krizevcanin, Esteban Pongracz y Melchor Grodziecki - 2 de julio de 1995
- Santa Hildegarda de Bingen - 10 de mayo de 2012

El Papa Francisco agregó a estos santos:
- Santa Ángela de Foligno - 9 de octubre de 2013[9]
- San Pedro Fabro - 17 de diciembre de 2013
- San José de Anchieta - 3 de abril de 2014[10][11]
- Santa María de la Encarnación - 3 de abril de 2014[11]
- San Francisco de Laval - 3 de abril de 2014[11]
- San José Vaz - 14 de enero de 2015
- San Junípero Serra - 23 de septiembre de 2015
- San Bartolomé de Braga - 5 de julio de 2019
- Santa Margarita de Città di Castello - 24 de abril de 2021
- Santas Mártires de Compiègne - 18 de diciembre de 2024